# Anoplolepis trimenii
Anoplolepis trimenii är en myrart som först beskrevs av Auguste-Henri Forel 1895.  Anoplolepis trimenii ingår i släktet Anoplolepis och familjen myror.

## Underarter
Arten delas in i följande underarter:
- A. t. angolensis
- A. t. karrooensis
- A. t. trimenii